# Theodora Remundová
Theodora Remundová (* 28. ledna 1974 Praha) je česká herečka a dokumentární režisérka. Její matkou je česká herečka Iva Janžurová.

## Životopis

### Rodina
Pochází z umělecké rodiny. Její matka je známá česká herečka Iva Janžurová a otec Stanislav Remunda byl herec a divadelní režisér. Její starší sestra Sabina Remundová je také herečka.
Jejím manželem je český violoncellista Tomáš Hostička, člen orchestru České filharmonie, se kterým má syny Alfréda (* 2002), Kajetána Leopolda (* 2005) a Antonína Huga (* 2013).

### Kariéra
Vystudovala gymnázium. Poté studovala na FAMU (katedra dokumentární režie).

## Filmografie

### Herectví
- 2002 – Výlet (Zuzana) (spolu se svojí sestrou Sabinou a matkou) – nominace Nejlepší vedlejší ženský herecký výkon Český lev 2002
- 2000 – Zpráva o putování studentů Petra a Jakuba (Gábina)
- 1999 – Ene bene (Jana Zachová) (spolu se svojí matkou)
- 1999 – Praha očima... (Anna)
- 1998 – Genij vlasti (Rezková)
- 1998 – Múza
- 1997 – Bakaláři 1997 – Okno
- 1997 – Objevte svoji vnitřní krásu (sekretářka)
- 1984 – Bohyně krásy (dcera Petříkových)
- 1981 – Zralé víno

### Režie
- 2015 – Můj pokus o mistrovský opus
- 2014 – Příběhy neobyčejné energie
- 2014 – Když v tom jedou ženy
- 2013 – Chci získat zpátky svoji dceru
- 2013 – Na prvním místě
- 2013 – To je život, mami!
- 2013 – Helenčina Střízlivost
- 2011 – 24
- 2010 – Pohyb tělem a duší
- 2009 – Být jabloňovým květem
- 2008 – Já jsem se našla - O Evě, mámě tří dcer
- 2008 – Tak to vidím já
- 2008 – Život bez škatulky
- 2003 – Ničeho nelituji
- 2000 – Kočky (dokumentární film)

## Divadlo

### Vybrané divadelní role
- Divadlo Archa
  - 1996 – Sedm splněných snů (Jitka Lichá)[2]
- Divadlo Na zábradlí
  - 1997–2005 – Ivanov (Sáša)[3]
  - 1997 – Táňa, Táňa (dívka)[4]
  - 1998 – Wesele (Hanečka, sestra ženicha, neteř Radové)[5]
  - 1998–2001 – Kočičí hra (Ilona, dcera Erži Orbánové)[6]
  - 2000 (obnovená premiéra) – 2002 – Táňa, Táňa (dívka)[7]
- Divadlo Na zábradlí (Eliadova knihovna)
  - 1998 – Tlučte hrbaté (veslařka)[8]
- A Studio Rubín
  - 1999–2001 – Hra o dvou postavách (Klára)[9]
- Agentura Stanislava Remundy (Branické divadlo)
  - 2006 – Pudl a Magnolie (režisérka) – vystupovala v alternaci se Sabinou Remundovou[10]